# 大塚洸顧
大塚 洸顧（1998年4月21日 - ）は、日本の元女優。こむちゃん。東京都出身。藤賀事務所を経て、現在会社員。映像制作・被写体などを中心にフリーでも活動。東邦音楽短期大学、同附属中学校・高等学校卒業。

## 人物
特技は歌で学生時代は声楽(クラシック)を8年間学ぶ。また殺陣の剣術を得意とし、桜月流美剱道第一師範の松木史雄に師事していた。散歩、絵、料理、食べることを趣味として挙げている。
ハリウッド映画のロケ誘致を目指している爆破の巨匠、永芳健太と古くから友好関係がある。永芳健太との出会いをきっかけに映像制作の世界により興味を持ち、爆破インスタのアシスタントとしても活動を行っている。

## 出演

### ドラマ
- 昭和元禄落語心中 第6話（2018年11月16日、NHK）[1]
- いつか、眠りにつく日 第2・3話（2019年3月19日・26日、フジテレビオンデマンド） - 七夕の圭子 役[2]

### 映画
- コミューン大森へようこそ（2017年、みかん映画祭出展） - 主演[1]

### 舞台
- 桜月流「ミレニアム桃太郎」（2017年8月23日 - 27日、東京芸術劇場 シアターウエスト） - 空蝉（法子） 役[3]
- 館山里見祭り「里見八犬伝 戦国絵巻」（2017年） - 犬塚信乃 役[4]

### CM
- グラソー ビタミンウォーター（2015年）[1]

### ミュージックビデオ
- U-KISS「Stay Sold」（2015年）[1]
- 小竹飛遥「写真」（2021年）[5]

### ライブ・イベント
- 音楽の寄席（2019年5月6日、北とぴあ 飛鳥ホール） - MC[6]
- Princess night #1（2019年12月26日、中目黒solfa）[7]
- RED JACK（2020年2月7日、北参道GRAPES）[8]

### 書籍
- ar（2021年9月号、主婦と生活社）[9]